# Bactrocera reflexa
Bactrocera reflexa
 es una especie de insecto díptero que Drew describió científicamente por primera vez en 1971. Esta especie pertenece al género Bactrocera de la familia Tephritidae. 